# Trzciano (Nidzica)
Trzciano (deutsch Eichwerder) ist eine Einöde in der polnischen Woiwodschaft Ermland-Masuren und gehört zur Gmina Nidzica (Stadt- und Landgemeinde Neidenburg) im Powiat Nidzicki (Kreis Neidenburg).

## Geographische Lage
Trzciano liegt am Nordwestufer des Eichsees (polnisch Jezioro Trzciano) in der südwestlichen Mitte der Woiwodschaft Ermland-Masuren, 15 Kilometer nordöstlich der Kreisstadt Nidzica (deutsch Neidenburg).

## Geschichte
Der kleine Ort Eichwerder entstand als eine zum Staatsforst Kaltenborn (polnisch Zimna Woda) gehörende Försterei. Am 20. Juli wurde der „Forstschutzbezirk Eichwerder“ in den neugebildeten Gutsbezirk Kaltenborn, Forst, eingegliedert, der ab dem 6. März 1896 zum neu errichteten Amtsbezirk Kaltenborn im ostpreußischen Kreis Neidenburg gehörte. Im Jahre 1905 zählte Eichwerder sieben Einwohner.
Am 30. September 1929 wurde Eichwerder vom Gutsbezirk Kaltenborn, Forst, in die Landgemeinde Kaltenborn umgegliedert.
In Kriegsfolge wurde Eichwerder 1945 mit dem gesamten südlichen Ostpreußen an Polen überstellt. Der kleine Ort erhielt die polnische Namensform „Trzciano“ und ist heute eine Osada leśna (= Waldsiedlung) innerhalb der Stadt- und Landgemeinde Nidzica im Powiat Nidzicki (Kreis Neidenburg), bis 1998 der Woiwodschaft Olsztyn, seither der Woiwodschaft Ermland-Masuren zugehörig.

## Kirche
Bis 1945 war Eichwerder in die evangelische Kirchengemeinde Muschaken (polnisch Muszaki) in der Kirchenprovinz Ostpreußen der Kirche der Altpreußischen Union sowie katholischerseits in die römisch-katholische Kirchengemeinde Neidenburg im Bistum Ermland eingepfarrt.
Heute gehört Trzciano katholischerseits zur Pfarrei Muszaki im Erzbistum Ermland, evangelischerseits zur Kirchengemeinde Nidzica in der Diözese Masuren der Evangelisch-Augsburgischen Kirche in Polen.

## Verkehr
Trzciano liegt westlich der Woiwodschaftsstraße 545 und ist über den Abzweig Zimna Woda (Kaltenborn) auf einer Nebenstraße zu erreichen. Außerdem besteht eine Nebenstraßenverbindung vom Nachbarort Wikno (Wickenau) nach Trzciano. Eine Anbindung des Ortes an den Bahnverkehr besteht nicht.